# Duisburg-Kaiserswerther Grafschaft
Die Duisburg-Kaiserswerther Grafschaft war ein früh- und hochmittelalterlicher Grafschaftsbezirk am rechten Niederrhein.

## Namensgebung
Mit dem Begriff „Duisburg-Kaiserswerther Grafschaft“ benennt die neuere Forschung einen zum Herzogtum bzw. Großgau Ripuarien gehörenden gräflichen Amtsbezirk zwischen Rhein, Ruhr und Wupper, dessen Grafengericht sich spätestens ab Mitte des 12. Jahrhunderts in dem heute abgegangenen Ort Kreuzberg östlich von Kaiserswerth befand. Der Begriff „Duisburg-Kaiserswerther Grafschaft“ wurde 1993 von Historiker Sönke Lorenz geprägt, der sich bewusst von der überholten Theorie der Gaugrafschaften absetzte und für die Benennung anstatt der überlieferten Gau-/Bezirknamen Ruhrgau und pagis Diuspurch (vielfach fälschlicherweise mit „Duisburggau“ statt mit „Bezirk Duisburg“ übersetzt) die beiden früh- und hochmittelalterlichen Vororte dieses Grafschaftsbezirks verwendete:
Duisburg war im Frühmittelalter der zentrale rechtsrheinische Ort am Niederrhein. Zwar wurde er 883/4 von Wikingern überfallen und zerstört, doch nahm er aufgrund seiner für den Handel günstigen Lage am Rhein und am Beginn des Westfälischen Hellwegs einen schnellen Wiederaufschwung. Dies spiegelte sich auch in der Duisburger Kaiserpfalz wider, die im 10. Jahrhundert aus einem seit Mitte des 8. Jahrhunderts bestehenden Königshof entstanden war, der wiederum offenbar auf antike römische Bauten aufsetzte, in denen der Königshof des Franken-Kleinkönigs Chlodio vermutet wird. Im 10. Jahrhundert war Duisburg zweimal Schauplatz größerer Versammlungen. 929 hielt Heinrich I. eine Reichsversammlung in Duisburg ab und 944 rief Otto der Große die Lehensmänner von Franken und Lothringen in Duisburg zusammen. Zwischen 929 und 1129 sind darüber hinaus insgesamt 17 Königs- und Kaiseraufenthalte in Duisburg belegt. Um 1000 verlagerte der Rhein seinen Hauptstrom von Duisburg weg. Der so entstandene Altrheinarm blieb zwar noch lange Zeit schiffbar, doch verlagerte sich Anfang des Hochmittelalters das Zentrum kaiserlicher Machtpolitik von Duisburg nach Kaiserswerth.

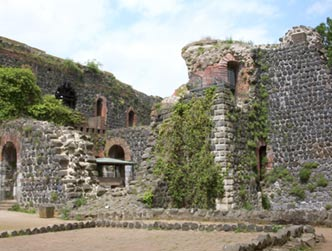
Ruine der Kaiserpfalz in Kaiserswerth

Kaiserswerth war aus dem auf einer Rheininsel (Werth) gelegenen Königshof Rinthusen entstanden, den der fränkische Hausmeier Pippin der Mittlere um 700 auf Fürbitte seiner Gattin Plektrudis dem Mönch Suitbert schenkte. Dieser gründete dort ein Benediktinerkloster. Zu Beginn des Hochmittelalters wurde Kaiserswerth der neue Vorort der Gegend, nachdem der salische Kaiser Heinrich III. Mitte des 11. Jahrhunderts dort die Kaiserpfalz Kaiserswerth hatte errichten lassen. Im 12. Jahrhundert wurde die Pfalz unter Kaiser Friedrich Barbarossa durch einen staufischen Neubau abgelöst. Auch für Kaiserswerth ist eine Vielzahl von Königs- und Kaiseraufenthalten urkundlich belegt.

## Lage
Der Grafschaftsbezirk grenzte im Süden an den ebenfalls zu Ripuarien gehörenden Deutzgau, im Westen entlang des Rheins an den ripuarischen Nievenheimer Gau/Neusser Gau und den sich rheinabwärts anschließenden, zum hatturarischen Komitat gehörenden Gilde-/Keldagau um das ehemalige Kastell Gelduba in Krefeld-Gellep sowie im Norden und Osten an den zum Stammesherzogtum Sachsen gehörenden Westfalengau.

## Geschichte
Nach der Eingliederung des Rheinlands (Francia R(h)inensis) in das Frankenreich durch Merowingerkönig Chlodwig I. Ende des 5. Jahrhunderts und den fränkischen Reichsteilungen des 6. und 7. Jahrhunderts lag das Rheinland als Teil des fränkischen Ostreichs (Austrasien) mit dem Ländern/Großgauen Hattuarien (terra Hattuariorum) und Ripuarien (terra Riboariense) im Grenzgebiet zum Stammesherzogtum Sachsen. Zu diesem Zeitpunkt war Hattuarien noch ein Gebiet links und rechts des Rheins, zu dem auch die untere Ruhr gehörte. Dieser Bereich kam zu Beginn des 8. Jahrhunderts von Osten her unter massiven sächsischen Expansionsdruck, so dass den Franken ein Großteil des rechtsrheinischen Hattuariens verloren ging. Zwar konnten Karl Martell († 741) und Pippin der Jüngere († 768) durch eine Reihe von Feldzügen das weitere Vordringen der Sachsen verhindern, aber Hattuarien war nun in ein fränkisches, linksrheinisches Hattuarien und ein sächsisches/westfälisches, rechtsrheinisches Hatterun geteilt. Der bis zu diesem Zeitpunkt zu Hattuarien gehörende, fränkische Ruhrgau wurde daraufhin Anfang des 9. Jahrhunderts dem Land Ripuarien zugeordnet, das offenbar bis zur Reichsteilung im Jahr 843 (Vertrag von Verdun) als Herzogtum ein Bollwerk gegen die Sachsen bildete. Mit der 843er Reichsteilung kam das Gebiet zwischen Rhein, Ruhr und Wupper an das Mittelreich Kaiser Lothars I. (Lotharii Regnum), durch die Reichsteilung von Prüm 855 dann mit Lotharingien an dessen Sohn König Lothar II. sowie 870 durch den Vertrag von Meerssen, in dem Lotharingien zwischen dem westfränkischen König Karl dem Kahlen und dem ostfränkischen König Ludwig dem Deutschen aufgeteilt wurde, an das Ostfrankenreich Ludwigs. 895 bis 900 gehörte das Gebiet zum Unterkönigreich König Zwentibolds, ab 911 zum Westfrankenreich und ab 925 dauerhaft zum ostfränkisch-deutschen Reich.
Zwar ist in merowingischer und frühkarolingischer Zeit von einer Grafschaftsorganisation im rechtsrheinischen Ripuarien nichts bekannt, doch wird man davon ausgehen können, dass mit der Einführung der karolingischen Grafschaftsverfassung im Übergang vom 8. auf das 9. Jahrhundert, sicher aber vor den genannten karolingischen Reichsteilungen bereits ein Grafschaftsbezirk zwischen Rhein, Ruhr und Wupper existierte, der auch den Ruhrgau beinhaltete. Aber erst im Jahr 904 erscheint mit Otto, Bruder des späteren Königs Konrad I. († 918), der früheste überlieferte Graf in der Duisburg-Kaiserswerther Grafschaft, hier pagis Diuspurch, d. h. (Amts-)Bezirk Duisburg, genannt. Die Duisburg-Kaiserswerther Grafschaft war damit Teil eines lothringisch-niederrheinischen Machtkomplexes der Konradiner, denn Ottos Onkel Gebhard war von 903 bis zu seinem Tod 910 Herzog von Lothringen. Ottos Bruder Eberhard von Franken († 939) besaß zeitgleich die Grafschaft im linksrheinisch an die Duisburg-Kaiserswerther Grafschaft angrenzenden Gilde-/Keldagau. Zusätzlich war Konrad 904 und 910 Laienabt im Stift Kaiserswerth sowie 910 Nachfolger seines Bruders Eberhard als Graf im Gilde-/Keldagau. Der niederrheinische Machtkomplex der Konradiner wurde Mitte des 10. Jahrhunderts durch die Ezzonen abgelöst. Der Ezzone Erenfried II. († vor 970) war 950 und 956 Graf in der Duisburg-Kaiserswerther Grafschaft, zuvor bereits Graf im Zülpichgau (942), im Bonngau (945), im Großgau Hattuarien (947) mit seinen Untergauen Düffelgau (947), Mühlgau (966) und somit vermutlich auch im Gilde-/Keldagau sowie 946/959 Graf in der Grafschaft Huy. Auf Erenfried II. folgte dessen Sohn Hermann I. genannt Pusillus († 996), der spätestens ab 989 Pfalzgraf von Lothringen war. 970, 992 und 993 war er Graf im Bonngau, 975 und 978 Graf im Eifelgau, 977 Graf in der Duisburg-Kaiserswerther Grafschaft, 991 Graf im Zülpichgau und 996 Graf im Auelgau. Danach besteht zwar eine Überlieferungslücke hinsichtlich der Grafen in der Duisburg-Kaiserswerther Grafschaft, doch kann man annehmen, dass die ezzonischen Pfalzgrafen weiterhin diese Herrschaft ausübten, zumal Pfalzgraf Ezzo († 1034) um 1016 die Königshöfe Duisburg und Kaiserswerth geschenkt bekam. Ezzo überlegte zwischenzeitlich sogar, ein ezzonisches Hauskloster und damit auch die ezzonische Grablege bei Duisburg anzusiedeln. Das Kloster entstand zwar schließlich in Brauweiler, doch zeigt allein die Überlegung Ezzos, dass die Ezzonen im Gebiet zwischen Rhein, Ruhr und Wupper umfangreiche Güter und Herrschaftsrechte besessen haben müssen.
Im Jahr 1019 erscheint ein Graf Hermann, der aber nicht mit dem ezzonischen Hermann I. identisch sein kann, obwohl der Urkundentext von dem Text der 976er Urkunde abgeschrieben wurde. Da der Grafenname in der 1019er Urkunde erst nachträglich eingefügt wurde, muss es sich um einen 1019 amtierenden Grafen Hermann gehandelt haben. Lorenz vermutet, dass dieser Graf Hermann ein Vertreter Ezzos war, da dies analog für einen später auftretenden Grafen namens Hermann von Hardenberg nachgewiesen ist. Die Annahme, dass die Grafschaft damals durchgehend im Besitz der Ezzonen war, wird auch dadurch gestützt, dass der lothringische Pfalzgraf und Ezzone Hermann II. 1065 und 1071 als zuständiger Graf für Duisburg im Ruhrgau erwähnt wird. Mit dem Aussterben der ezzonischen Pfalzgrafen, Hermann II. starb 1085 in einem Zweikampf, fiel die Grafschaft an ihre Nachfolger im Pfalzgrafenamt, die Pfalzgrafen bei Rhein.
Graf Hermann von Hardenberg (urkundlich 1145–1151) wird 1148 ausdrücklich als Vertreter (uice) des Pfalzgrafen bei Rhein Hermann von Stahleck bezeichnet. Hermann von Hardenberg erscheint darüber hinaus 1145, 1147 und 1150, u. a. als Kaiserswerther Stadtvogt und Abgeordneter König Konrads III. Während Hermann auf dem Zweiten Kreuzzug war, fungierte sein Bruder Nivelung von Hardenberg (urkundlich 1148–1158) als Vertreter in der Duisburg-Kaiserswerther Grafschaft. So erscheint Nivelung 1148 als uice eius fratre suo Niuulungo de Hardenberg. Ferner wird er 1154 in einer Urkunde des Kölner Erzbischofs und 1158 als Kaiserswerther Vogt erwähnt.
Mit der Ermordung von Nivelung von Hardenberg verschwanden die auf amtsrechtlicher Basis agierenden Grafen der Duisburg-Kaiserswerther Grafschaft. In der darauffolgenden Zeit wurde das Reichs- und Reichskirchengut der Gegend umorganisiert. Der südliche Teil der Grafschaft wurde Bestandteil des sich ausbildenden Territoriums der Grafen von Berg. Die Teile an der unteren Ruhr und im Niederbergischen kamen nach dem Verlust der pfalzgräflichen Stellung am Niederrhein im Jahr 1164 (Rheinecker Fehde) unter eine staufische Reichsprokuration. Nach Zusammenbruch der staufischen Königsdynastie 1250 fielen auch diese Teile schrittweise an die bergischen Grafen. Spätestens vom 14. Jahrhundert an waren die Gebiete der ehemaligen Duisburg-Kaiserswerther Grafschaft dann weitestgehend Teil des bergischen Territoriums.